# Comté de Whitley (Kentucky)
Pour les articles homonymes, voir Comté de Whitley.
Le comté de Whitley est un comté de l'État du Kentucky, aux États-Unis. Son siège est situé à Williamsburg.

## Histoire
Fondé le 17 janvier 1818, le comté a été nommé d'après William Whitley.